# 에가미 이에타네
에가미 이에타네(일본어: 江上家種 えがみ いえたね[*], 생년 미상 ~ 분로쿠 2년 음력 2월 2일(1593년 3월 4일))는 아즈치모모야마 시대에 활약한 무장으로서 하스이케성주이다. 관위는 무사시노카미.
아버지는 류조지 다카노부, 어머니는 오다씨의 딸이다. 정실은 오무라 스미타다(大村純忠)의 딸이다. 슬하에는 딸 도모코(智子, 가시마번주 나베시마 다다시게의 정실) 등이 있다.
큰 형인 류조지 마사이에보다 뛰어난 자질을 가졌으며, 무용이 뛰어났다고 알려져 있다.

## 생애
히젠의 센고쿠 다이묘 류조지 다카노부의 삼남으로 태어나 에가미씨에 입적되어 에가미 다케타네(江上武種)의 후계를 이었다. 아버지의 명으로 각지를 전전하며 덴쇼 12년(1584년) 사쓰마 시마즈씨와의 결전인 오키타나와테 전투에도 참전한다.
덴쇼 17년(1589년) 나베시마 나오시게가 무라나카성으로 거처를 옮겼기 때문에 대신 하스이케 성에 입성해 재성한다. 이 무렵 나오시게의 적장자 나베시마 가쓰시게를 양자로 맞이한다. 후에 가쓰시게는 본가로 돌아가 나베시마씨로 복성한다. 분로쿠 원년(1592년) 임진왜란이 일어나자, 조선으로 건너갔으며, 이듬해인 분로쿠 2년(1593년) 부산에서 병사한다.

## 족보
- 부친 : 류조지 다카노부 (1529 ~ 1584)
- 모친 : 류조지 가의 딸
- 양부 : 에가미 타케타네
- 정실 : 오무라 스미타다의 딸
  - 생모 불명의 자녀
- 여자 : 아키야마 사토시 - 도모코, 나베시마 다다시게의 정실
- 장남 : 사노 시게미
- 차남 : 에가미 가쓰타네
- 양자
- 남자 : 나베시마 가쓰시게 (1580 ~ 1657) - 나베시마 나오시게의 장남

이에타네는 에가미 성을 버리고 나가코 시게미(사노우쿄스케)는 사노씨를 자칭했으며 차자 가쓰타네(가쓰야마 대장)는 가쓰야마 성을 자칭했다.시게미의 자손은 사가번사 사노씨의 조상이 되었다. 가쓰타네는 류조지 하쿠안을 거느리고 막부에 류조지 가문의 부흥을 호소해도 패소. 쇼호 원년(1644년)에 아이즈번(愛津藩) 보좌가가 맡고, 에가미씨로 복성했다. 게이안 원년(1648년)에 아이즈번에 모셔져 자손은 아이즈 번사로 이어졌다.